# 棕头鸥
棕头鸥（学名：Larus brunnicephalus）为鸥科鸥属的鸟类。在中国大陆，分布于新疆、青海、甘肃、西藏、四川、山西、河北、云南、广东等地。该物种的模式产地在印度次大陸西海岸。